# Cilleros
Cilleros es un municipio español perteneciente a la provincia de Cáceres, en la comunidad autónoma de Extremadura. Tiene una población de 1555 habitantes (INE 2024).

## Toponimia
Cilleros significa 'cillas', 'silos' o 'graneros', lugares para el almacenamiento del grano. Del latín CELLA > *cellarios.

## Geografía
Está situado en el norte de la provincia de Cáceres, a una altitud de 481 m sobre el nivel del mar, en las estribaciones de la sierra de Santa Olalla, entre extensos campos de olivos, viñedos, robles y alcornoques. Es uno de los pueblos con el término municipal más amplio de la provincia de Cáceres, con una extensión de 208,2 km².
El término municipal limita con los de:
- Valverde del Fresno al noroeste;
- Villamiel al norte;
- Hoyos y Perales del Puerto al noreste;
- Moraleja y Vegaviana al este;
- Zarza la Mayor al sur;
- Idanha-a-Nova (Portugal) al oeste.

## Historia
Tras reconquistar la zona, Alfonso IX de León concedió en 1227 a Salvaleón un fuero similar al de Coria. Formaban entonces parte del término de Salvaleón, como aldeas, las localidades de Cilleros, Valverde de la Sierra, Genastrosa y Navasfrías. La Orden de Alcántara se preocupó de hacer crecer la aldea de Cilleros en el siglo XIII: en 1267 el maestre García Fernández Barrantes concedió beneficios de propiedad a los habitantes, y el 20 de octubre de 1306 el maestre Gonzalo Pérez Gallego le concedió el título de villa.

En el siglo XV, Salvaleón perdió la importancia que tenía y la cabecera de la encomienda a la que pertenecía Cilleros pasó a Eljas.

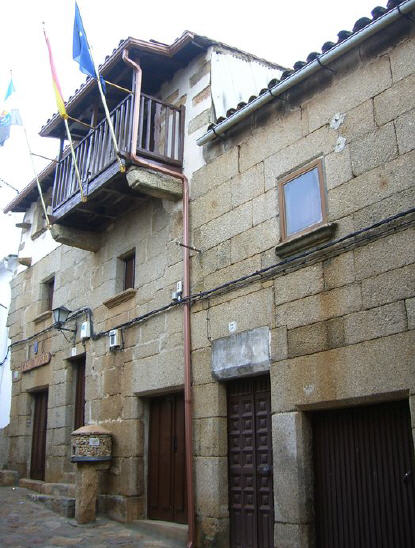
Museo etnográfico de Cilleros

A principios de siglo XVI, las penurias económicas que sufría la zona hicieron que catorce cilleranos emigraran a América. En 1566, al igual que ocurrió en otras localidades de la zona, se le retiró a Cilleros el privilegio de jurisdicción civil y criminal de primera instancia, debido a que las autoridades locales eran corruptas y favorecían a los parientes y amigos. Cilleros pasó a pertenecer al partido de Gata, si bien esto no mejoró la administración de justicia debido a los costes que suponían los desplazamientos entre poblaciones en aquella época.
En el siglo XVII, Cilleros sufrió gravemente las consecuencias de la Restauración de Portugal. Las guarniciones de la sierra fueron llevadas a defender Alburquerque, de manera que Cilleros quedó desprotegido y tuvieron que formarse milicias con campesinos sin formación adecuada. La situación de mayor riesgo para Cilleros se produjo en 1642, cuando diversas tropas tuvieron que defender Eljas del ataque de los restauracionistas. En 1665, cien jinetes restauracionistas fueron a inspeccionar Cilleros, pero tuvieron que retirarse al ver que la localidad estaba bien defendida, con el ganado recogido y guardias armados.
A la caída del Antiguo Régimen la localidad se constituyó en municipio constitucional en la región de Extremadura, partido judicial de Gata, que en el censo de 1842 contaba con 460 hogares y 2520 vecinos.

## Demografía
Cilleros cuenta con una población de 1555 habitantes (INE 2024).
| Gráfica de evolución demográfica de Cilleros entre 1842 y 2021                                                      |
| |
| Población de derecho según los censos de población del INE Población de hecho según los censos de población del INE |

## Administración y política
| Periodo   | Nombre | Partido |
| --------- | --- | ------- |
| 1979-1983 | Emilio Ángel Ballesteros Morientes                                                                               |         |
| 1983-1987 | Emilio Ángel Ballesteros Morientes (hasta 1985) Desiderio Baz Barroso (1985-1986) Ángel Tomé Cordero (1986-1987) |         |
| 1987-1991 | Martín Repilado Morientes                                                                                        | PSOE    |
| 1991-1995 | Martín Repilado Morientes                                                                                        | PSOE    |
| 1995-1999 | Saturnino López Marroyo                                                                                          | PP      |
| 1999-2003 | Saturnino López Marroyo                                                                                          | PP      |
| 2003-2007 | Saturnino López Marroyo                                                                                          | PP      |
| 2007-2011 | Victoria Eugenia Toribio Martín                                                                                  | PSOE    |
| 2011-2015 | Victoria Eugenia Toribio Martín                                                                                  | PSOE    |
| 2015-2019 | Félix Ezcay Iglesias                                                                                             | PP      |
| 2019-2023 | Félix Ezcay Iglesias                                                                                             | PP      |
| 2023-act. | Félix Ezcay Iglesias                                                                                             | PP      |

## Patrimonio
Como edificios más destacados:

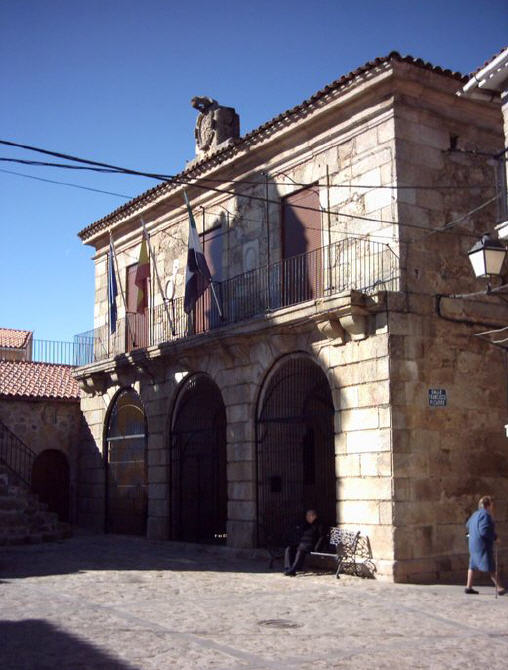
Ayuntamiento de Cilleros

- La casa consistorial. En el año 1787, el arquitecto Manuel Martín Rodríguez, director de arquitectura de la Academia de San Fernando, trazó el proyecto, modificando planos de Cipriano López. El resultado es un edificio construido en piedra berroqueña. El alzado de la fachada consta de dos plantas delimitadas por la balaustrada de hierro y la planta baja presenta tres vanos con arcos de medio punto cerrados por unas verjas de hierro forjado. Además, presenta un lóbrego calabozo en el sótano, cubierto por una cúpula con cañón de ladrillos. Sobre la planta superior un friso en forma de gola; y finalmente, coronando el edificio, un blasón de los Borbones, con el escudo de armas de Carlos IV; en la base del mismo reza "A.D. MDCCLXXXIX" (año de 1789) fecha en la que se finalizó la construcción del edificio.
- La Casa Grande, edificio de tres plantas, correspondiente al siglo XIX y del que se dice que su construcción fue provocada por razones de Amor y se asegura que tiene tantas puertas y ventanas como días tiene el año.
- La iglesia parroquial católica de Ntra. Sra. de los Apóstoles. La cabecera está realizada en sillería labrada y la nave hecha en piedra. El arquitecto de este edificio fue Pedro de Ibarra y el maestro constructor, Francisco Hernández. Las obras están realizadas en el siglo XVI, se mantienen de esa época, la cabecera, la sacristía y los brazos del crucero. En el Altar hay un grandioso retablo mayor, de estilo barroco, con una decoración recargada y dorada, está presidida por una Virgen sentada que ofrece una fruta al Niño que tiene en su cobijo fechado en el siglo XIII. Los muros del presbiterio están decorados con cuatro retablos barrocos del siglo. XVIII. Se encuentra también como culto a San Pedro una imagen debida al escultor Juan Martínez Montañés. Fue encargada por Francisco Cordero, un vecino de Cilleros, al escultor en agosto de 1641. En 1956 el especialista montañesino Hernández Díaz la identificó, salvándola del olvido y de una posible pérdida o destrucción; poco después encontró el documento del encargo. Esta imagen es idéntica a la que Montañés labró para el retablo de San Miguel en Jerez de la Frontera inaugurando una nueva línea en el trazo del personaje.
- La ermita de la Virgen del Carmen, junto a la Plaza Mayor, con retablo neogótico; y la Ermita de San José, cerca de la iglesia parroquial, con un retablo de estilo barroco, son lugares para visitar. La Casa Museo Etnográfico en la que se muestra lo más típico de la zona y se intenta reconstruir la vida rural de las décadas de 1940 y 1950, antes de la mecanización de la agricultura en Cilleros y Sierra de Gata.

## Festividades

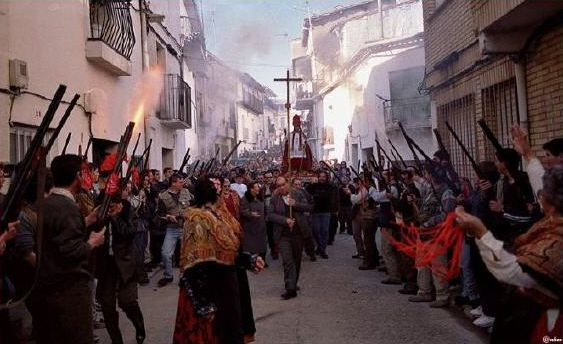
Día de San Blas.

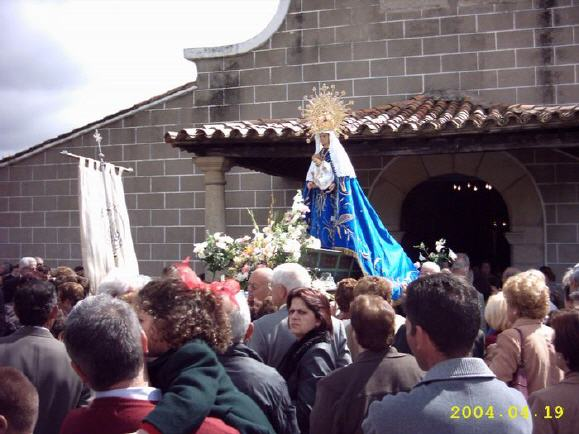
Procesión de la Virgen de Navelonga

- San Blas, 3 de febrero (Patrón local). Misa y procesión acompañada por los tradicionales escopeteros, charangas, coplas al Santo, degustación de aguardiente y perrunillas, cata de vino de pitarra y actividades culturales.
- Romería Virgen de Navelonga, el Domingo siguiente a Pascua de Resurrección. (Patrona de la localidad). Misa, procesión, subasta, besamantos, ofrenda de flores, bailes típicos y comida campestre.
- Ntra. Señora de Agosto, 15 de agosto. Misa, actividades deportivas y culturales, capea y verbena popular.